# Nikolaus Jung (Politiker, 1956)
Nikolaus Jung (* 15. Februar 1956 in Frankfurt am Main) ist ein deutscher Rechtsanwalt und Politiker (CDU). Er war Landrat im Landkreis Zeitz (Landrat a. D.) und war Geschäftsführer von Haus & Grund in Frankfurt am Main bis zu seinem Ruhestand Ende 2020.

## Leben
Nikolaus Jung studierte nach dem Abitur und nach dem Wehrdienst von 1977 bis 1985 Rechtswissenschaften an der Albert-Ludwigs-Universität Freiburg und legte 1988 nach dem Referendariat am Landgericht Frankfurt am Main das zweite Staatsexamen ab. 1988 bis 1990 war er Kreisgeschäftsführer der CDU Hochtaunus.
Seit 1993 ist er Rechtsanwalt in eigener Kanzlei an verschiedenen Standorten, Bad Homburg v. d. H., Genf, Frankfurt am Main und Oberursel. Nikolaus Jung ist Fachanwalt für Arbeitsrecht und Fachanwalt für Miet- und Wohnungseigentumsrecht. Von 2010 war erst freier Mitarbeiter von Haus & Grund Frankfurt am Main und war dann von 2012 dort Geschäftsführer bis 2020.
Heute arbeitet er in Kooperation mit der Kanzlei döll+kollegen als Anwalt in Darmstadt und als Rechtsberater für Haus&Grund Darmstadt.
Nikolaus Jung ist seit Studienzeiten Mitglied der katholischen Studentenverbindung W.K.St.V. Unitas Rheno-Danubia zu Freiburg i.Br. und seit 2009 Vorsitzender des Altherrenvereins Rheno-Moenania zu Frankfurt am Main im Unitas-Verband.

## Politik
Nikolaus Jung ist Mitglied der CDU und war von 1985 bis 1990 Vorstandsmitglied der CDU Oberursel. Von 1987 bis 1990 war er Mitglied des Kreistages Hochtaunus.
Im Mai 1990 wurde er zum Landrat im Landkreis Zeitz (Sachsen-Anhalt) gewählt. Im November 1992 ist er zurückgetreten.
Seit 2010 ist er Vorstandsmitglied der CDU Oberursel-Weißkirchen. Von 2011 bis 2023 war Nikolaus Jung Ortsvorsteher im Stadtteil Weißkirchen von Oberursel/Ts.